# San Juan de la Vaquería
San Juan de la Vaquería är en ort i Mexiko.   Den ligger i kommunen Saltillo och delstaten Coahuila, i den centrala delen av landet, 700 km norr om huvudstaden Mexico City. San Juan de la Vaquería ligger 1 830 meter över havet och antalet invånare är 1 077.
Terrängen runt San Juan de la Vaquería är kuperad västerut, men österut är den platt. Runt San Juan de la Vaquería är det ganska tätbefolkat, med 111 invånare per kvadratkilometer. San Juan de la Vaquería är det största samhället i trakten. Omgivningarna runt San Juan de la Vaquería är i huvudsak ett öppet busklandskap.